# Ioan V. Rusu
Ioan V. Rusu, magyarosan Russu János Vazul (Mezőszentmárton, 1826. július 1. – Balázsfalva, 1905. február 11.) balázsfalvi görögkatolikus román kanonok.

## Élete
Tanult Désen, Kolozsvárt és Balázsfalván, ahol 1849 októberben a tanítóképzőhöz, 1850. december 30-án a főgimnáziumhoz nevezték ki tanárnak. 1862-ben Nagyszebenben lett plébános, november 21-én alesperes, 1865. április 6-án főesperes és szentszéki ülnök, egyúttal 1892-ig tanította az állami főgimnáziumban a román nyelvet és irodalmat. Rusu a központban és esperesi kerületében iskolákat, paplakokat és templomokat építtetett. Az Astra román közművelődési egyesület másodtitkára, 1875-77-ben alelnöke és a központi tanács rendes tagja volt. 1901 áprilisában kanonoknak választották Balázsfalván.
Több cikket írt a román hírlapokba.

## Munkái
- Istoria veche după W. Pütz. Balázsfalva, 1854.
- Compendiu de istoriă Transilvaniei. Nagy-Szeben, 1864.
- Elemente de istoria Transilvaniei. Uo. 1865.
- Carte de lectură pentru clasele gimnasiali inferiore. Uo. 1876. (2. kiadás. Uo. 1886.).